# Короткоклювый пыжик
Короткоклювый пыжик, серый пыжик (лат. Brachyramphus brevirostris) — небольшая птица семейства чистиковых (Alcidae), обитающая в северной части Тихого океана. Этот вид весьма редок. Короткоклювые пыжики гнездятся в отличие от других чистиковых не в колониях на морских побережьях, а на изолированных горных вершинах, расположенных выше границы произрастания деревьев. Индейцам Северной Америки эта птица была знакома задолго до того, как её открыли европейские орнитологи. О ней пока что известно довольно мало, в том числе потому что она такая редкая. Из соображений её защиты от интенсивных исследований пока воздерживаются.
Короткоклювый пыжик в длину насчитывает 25 см и обладает очень тонкими лапками. Во время брачного сезона у него серо-коричневое оперение, хорошо его маскирующее. Зимой он меняет окраску на чёрно-белую, похожую на других морских птиц. Клюв меньше чем у азиатского длинноклювого пыжика из того же рода.
Ареалы гнездования расположены на Аляске, Алеутских островах, в Восточной Сибири и на острове Врангеля. Пищу короткоклювый пыжик разыскивает в прибрежных водах, нередко вблизи ледников. К ней относятся небольшая рыба, криль и другие представители планктона.
На южном склоне скалы самка откладывает по одному яйца прямо на камни. Вылупившийся птенец более чем 25 дней вскармливается родителями. Суровые климатические условия, в которых проходит гнездование, являются причиной того, что птенцы теряют пух лишь за 12 часов до смены оперения. До сих пор до конца не выяснено, добираются ли птенцы до моря в полёте или спускаясь по рекам. После перемены пуха родители перестают кормить птенца. На море ещё ни разу не наблюдались птенцы вместе с взрослыми птицами.
Короткоклювый пыжик оценивается МСОП как состоящий под угрозой исчезновения. Отрицательно сказывается потеря возможностей для гнездования вследствие сокращения ледников, а также загрязнение морей танкерами и нефтедобывающей промышленностью. После аварии танкера Эксон-Вальдес по разным оценкам погибло от 7 до 15% всей популяции этого вида.